# Кубок Біллі Джин Кінг 2024
У 2024 році Кубок Біллі Джин Кінг — міжнародні змагання жіночих тенісних команд  — проводився 61-ий раз.

## Фінал
Дата: 14–20 листопада 2024 

Місце: Martin Carpena Arena, Малага, Іспанія

Покриття: тверде, в залі
У фіналі грали 12 команд. Відбір проходив так:
- 2 фіналістки фіналу 2023 року (Канада та Італія)
- 1 країна-господар (Іспанія)
- 1 вайлдкард (Чехія)
- 8 команд-переможниць відбіркового кола

| Команди   | Команди     | Команди    | Команди    | Команди         | Команди                 |
| Австралія | Канада (TH) | Чехія (WC) | Німеччина  | Велика Британія | Італія (2023F)          |
| Японія    | Польща      | Румунія    | Словаччина | Іспанія (H)     | Сполучені Штати Америки |
| --------- | ----------- | ---------- | ---------- | --------------- | ----------------------- |

### Сіяні
Усі сіяні команди отримали право грати одразу в чвертьфіналі.
1. Канада (чвертьфінал)
2. Чехія (чвертьфінал)
3. Італія (Чемпіонки)
4. Австралія (чвертьфінал)

### Сітка
|  | Перше коло | Перше коло              | Перше коло |           |   | Чвертьфінал | Чвертьфінал | Чвертьфінал |        |                 | Півфінал | Півфінал | Півфінал |  |  | Фіна       | Фіна | Фіна |
|  |            |                         |            |           |   |             |             |             |        |                 |          |          |          |  |  |            |      |      |
|  |            |                         |            |           |   | 1           | Канада      | 0           |        |                 |          |          |          |  |  |            |      |      |
|  |            | Велика Британія         | 2          |           |   |             |             |             |        |                 |          |          |          |  |  |            |      |      |
|  |            | Велика Британія         | 2          | Німеччина | 0 |             |             |             |        | Велика Британія | 1        |          |          |  |  |            |      |      |
|  |            |                         |            | Німеччина | 0 |             |             |             |        | Велика Британія | 1        |          |          |  |  |            |      |      |
|  |            | Велика Британія         | 2          |           |   |             |             | Словаччина  | 2      |                 |          |          |          |  |  |            |      |      |
|  | 4          | Велика Британія         | 2          | Австралія | 0 |             |             | Словаччина  | 2      |                 |          |          |          |  |  |            |      |      |
|  | 4          |                         |            |           | 0 |             |             |             |        |                 |          |          |          |  |  |            |      |      |
|  |            | Словаччина              | 2          |           |   |             | Словаччина  | 2           |        |                 |          |          |          |  |  |            |      |      |
|  |            | Сполучені Штати Америки | 1          |           |   |             |             |             |        |                 |          |          |          |  |  | Словаччина | 0    |      |
|  |            |                         |            |           |   |             |             | 3           | Італія | 2               |          |          |          |  |  |            |      |      |
|  |            |                         |            |           |   |             | Польща      | 2           |        |                 |          |          |          |  |  |            |      |      |
|  |            |                         |            |           |   | 2           | Чехія       | 1           |        |                 |          |          |          |  |  |            |      |      |
|  |            | Іспанія                 | 0          |           |   | 2           | Чехія       | 1           |        |                 | Польща   | 1        |          |  |  |            |      |      |
|  |            |                         |            |           |   |             |             |             |        |                 | Польща   | 1        |          |  |  |            |      |      |
|  |            | Польща                  | 2          |           |   |             | 3           | Італія      | 2      |                 |          |          |          |  |  |            |      |      |
|  |            | Польща                  | 2          | Японія    | 1 |             | 3           | Італія      | 2      |                 |          |          |          |  |  |            |      |      |
|  |            |                         |            | Японія    | 1 |             |             |             |        |                 |          |          |          |  |  |            |      |      |
|  |            | Японія                  | 2          |           |   | 3           | Італія      | 2           |        |                 |          |          |          |  |  |            |      |      |
|  |            | Румунія                 | 1          |           |   |             |             |             |        |                 |          |          |          |  |  |            |      |      |

### Коло відбору до фіналу
Дата: 12–13 квітня 2024
За місце в фіналі боролися шістнадцять команд:
- 8 команд, що зайняли місця з 2 по 12-е в фіналі 2023 року
- 8 команд з плейофу 2023.

Вісім команд-переможниць кваліфікаційного кола виходили до фіналу, а вісім переможених — до плейофу 2024 року.
#: Рейтинг країн визначався станом на 15 листопада 2023 року.
Відібралися
| Сіяні 1. Австралія (#2) 2. Швейцарія (#3) 3. Франція (#6) 4. Сполучені Штати Америки (#8) 5. Казахстан (#9) 6. Німеччина (#10) 7. Словаччина (#11) 8. Румунія (#12) | Несіяні - Бельгія (#13) - Словенія (#14) - Велика Британія (#15) - Бразилія (#16) - Польща (#17) - Україна (#18) - Мексика (#19) - Японія (#20) |

| Господарі                   | Рахунок | Гості           | Місто                | Арена                 | Покриття        |
| --------------------------- | ------- | --------------- | -------------------- | --------------------- | --------------- |
| Австралія [1]               | 4–0     | Мексика         | Брісбен              | Арена Патріка Рафтера | Тверде          |
| Швейцарія [2]               | 0–4     | Польща          | Біль                 | Swiss Tennis Arena    | Тверде (з)      |
| Франція [3]                 | 1–3     | Велика Британія | Ле-Портель           | Le Chaudron           | Грунт (з)       |
| Сполучені Штати Америки [4] | 4–0     | Бельгія         | Орландо              | USTA National Campus  | Тверде          |
| Японія                      | 3–1     | Казахстан [5]   | Токіо                | Ariake Coliseum       | Тверде (з)      |
| Бразилія                    | 1–3     | Німеччина [6]   | Сан-Паулу            | Ginásio do Ibirapuera | Грунт (з)       |
| Словаччина [7]              | 4–0     | Словенія        | Братіслава           | NTC Arena             | Тверде (з)      |
| Україна                     | 2–3     | Румунія [8]     | Фернандіна-Біч (США) | Racquet Park Drive    | Грунт (зелений) |

## Плейоф
Дата: 15–17 листопада 2024
За вісім  місць в кваліфікаційному колі кубка Біллі Джин Кінг 2025 року боролися 16 команд:
- 8 команд, що в квітні програли у відборі до фіналу
- 8 команд, що виграли групу I своєї зони

Вісім команд-переможниць виходять у коло відбору до фіналу кубка  2025 року, переможені команди в 2025 році змагатимуться в групі I свого регіону.
| Команди з відбіркового кола - Швейцарія (#7) - Казахстан (#13) - Франція (#14) - Словенія (#16) - Бельгія (#17) - Україна (#18) - Бразилія (#19) - Мексика (#20) | Команди з групи I - Нідерланди (#21) - Аргентина (#22) - Китай (#23) - Австрія (#24) - Колумбія (#25) - Сербія (#26) - Південна Корея (#32) - Данія (#33) |

| Господарі     | Рахунок | Гості          | Місто           | Арена                                        | Поверхня   |
| ------------- | ------- | -------------- | --------------- | -------------------------------------------- | ---------- |
| Швейцарія [1] | 4–0     | Сербія         | Біль            | Swiss Tennis Arena                           | Тверде (з) |
| Казахстан [2] | 3–1     | Південна Корея | Астана          | National Tennis Center (Beeline Arena)       | Тверде (з) |
| Колумбія      | 3–2     | Франція [3]    | Богота          | Hatogrande Country Club                      | Грунт      |
| Словенія [4]  | 1–3     | Нідерланди     | Валенє          | Bela dvorana Velenje                         | Грунт (з)  |
| Китай         | 3–2     | Бельгія [5]    | Гуанчжоу        | Guangzhou Nansha International Tennis Center | Тверде     |
| Україна [6]   | 3–2     | Австрія        | Мак-Кінні (США) | The Courts McKinney                          | Тверде (з) |
| Бразилія [7]  | 3–2     | Аргентина      | Сан-Паулу       | Ginásio Ibirapuera                           | Грунт (з)  |
| Данія         | 3–2     | Мексика [8]    | Фарум           | Farum Arena                                  | Тверде (з) |

## Зона Америк

### Група I
Дата: 8–13 квітня 

Арена: Club Los Lagartos, Богота, Колумбія (Грунт)

Країни-учасниці
| - Аргентина - Чилі - Колумбія | - Еквадор - Перу - Венесуела |

#### Підвищення/Пониження
- Колумбія та  Аргентина вийшли в плейоф.
- Перу та  Еквадор вибули на 2025 рік в зональну групу II.

### Група II
Дата: 22–27 липня 

Арена: Centro Nacional de Tenis Parque del Este, Санто-Домінго, Домініканська республіка (Тверде) 

Країни-учасниці
| - Болівія - Куба - Домініканська Республіка - Гватемала | - Гондурас - Парагвай - Пуерто-Рико - Уругвай |

#### Підвищення/Пониження
- Гватемала та  Парагвай  вибороли право в 2025 році грати в групі I зони Америк.
- Куба та  Уругвай  вилетіли на 2025 рік в групу III зони Америк.

### Група III
Дата: 5-10 серпня 
Арена: National Racquet Centre, Такаригуа, Тринідад і Тобаго (Тверде) 

Команди-учасниці
| - Антигуа і Барбуда - Аруба - Багами - Барбадос - Бермудські Острови | - Коста-Рика - Сальвадор - Ямайка - Сент-Люсія - Тринідад і Тобаго |

Знялися
| - Панама | - Віргінські Острови США |

Неактивні
| - Східні Кариби | - Гаїті |

#### Підвищення
- Барбадос та  Коста-Рика вибороли право в 2025 році грати в групі II у 2024 році.

## Зона Азія/Океанія

### Група I
Дата: 8–13 квітня

Арена: Moon Island Clay Park, Чанша, КНР (Грунт)

Країни-учасниці
| - Китай - Китайський Тайбей - Індія | - Нова Зеландія - Острови Тихого океану - Південна Корея |

#### Підвищення/Пониження
- Китай та  Південна Корея вибороли право грати в плейоф.
- Китайський Тайбей та Шаблон:Дані країни Pacific Oceania вибули на 2025 рік до  групи II зони Азія/Океанія.

### Група II
Дата: 15–20 липня 

Арена: National Tennis Centre, Куала-Лумпур, Малайзія (Тверде) 

Країни-учасниці
| - Гонконг - Індонезія - Іран - Киргизстан - Малайзія - Монголія | - Пакистан - Сінгапур - Шрі-Ланка - Таїланд - Узбекистан |

#### Підвищення/Пониження
- Гонконг та  Таїланд вибороли права в 2025 році грати в групі I зони Азія/Океанія.
- Пакистан та  Шрі-Ланка вибули на 2025 рік в групу III зони Азія/Океанія.

### Група III
Дата: 25–30 листопада 

Арена: Bahrain Tennis Club, Манама, Бахрейн

Країни-учасниці
| - Бахрейн - Бутан - Бруней - Гуам - Ірак - Лаос - Макао - Мальдіви - М'янма | - Непал - Північні Маріанські острови - Філіппіни - Катар - Саудівська Аравія - Таджикистан - Туркменістан - В'єтнам |

Неактивні
| - Бангладеш - Йорданія - Ліван | - Оман - Сирія |

## Зона Європи/Африки

### Група I
Дата: 8–13 квітня

Арена: Complexo de tenis do Jamor, Оейраш, Португалія (Грунт

Країни-учаниці
| - Австрія - Болгарія - Данія - Греція - Угорщина - Латвія | - Нідерланди - Норвегія - Португалія - Сербія - Швеція - Туреччина |

Підвищення/Пониження
- Нідерланди,  Австрія,  Сербія та  Данія вибороли право грати в плейофі.
- Болгарія та  Норвегія гратимуть у 2025 році в групі II зони Європа/Африка.

### Група II
Дата: 8–13 квітня

Арена: SEB Arena, Вільнюс, Литва (Тверде)

Країни-учаниці
| - Боснія і Герцеговина - Хорватія - Єгипет - Естонія - Грузія - Ізраїль | - Косово - Литва - Мальта - Марокко - Македонія |

Підвищення/Пониження
- Хорватія та  Литва отримали право у 2025 році грати в групі І зони Європа/Африка.
- Марокко та  Мальта вибули на 2025 рік у, відповідно, групу III африканської та групу  III європейської зони.

### Група III Європа
Дата: 17–22 червня

Арена: Chișinău Arena Tennis Club, Кишинів, Молдова (Тверде) 

Країни-учаниці
| - Албанія - Вірменія - Азербайджан - Кіпр - Фінляндія - Ісландія | - Ірландія - Люксембург - Молдова - Чорногорія - Сан-Марино |

Неактивні
| - Білорусь (відвторонені) - Ліхтенштейн | - Росія (відсторонені) |

#### Підвищення
- Кіпр вибороли право в 2025 році грати в групі II зони Європа/Африка.

### Група III Африка
Дата: 10–15 червня 

Арена: Nairobi Club, Найробі, Кенія (грунт) 

Країни-учаниці
| - Ботсвана - Бурунді - Гана - Кенія - Мадагаскар - Маврикій | - Намібія - Ніґерія - Південно-Африканська Республіка - Туніс - Уганда - Зімбабве |

#### Переходи
- Південно-Африканська Республіка  виборола право в 2025 році  грати в групі II зони Європа/Африка.
- Маврикій вибув в групу IV на 2025 рік.

### Група IV Африка
Дата: 10–15 червня 

Арена: Ecology Club Kigali, Кігалі, Руанда (грунт) 

Країни-учаниці
| - Алжир - Анґола - Камерун - ДР Конго - Ефіопія | - Лесото - Мозамбік - Руанда - Танзанія - Того |

Знялися
| - Конго - Сенегал | - Сейшельські Острови |

#### Переходи
- Алжир виборов право грати в 2025 у групі  III Африки.